# Шутова, Марина Алексеевна
Мари́на Алексе́евна Шу́това (род. 7 апреля 1956, Москва, СССР) — советская и российская оперная певица (меццо-сопрано), камерная певица, педагог. Заслуженная артистка России (1998), лауреат международного конкурса вокалистов им. М. Глинки (1981), лауреат международного конкурса вокалистов им. М. Каллас (1987).

## Биография
Родилась в Москве. Пела в детском хоре при Академии педагогических наук под руководством Народного артиста СССР В. Г. Соколова. В 1975 г. поступила в Музыкальное училище при Московской консерватории (класс заслуженной артистки РФ Н. К. Поставничевой). Проучившись два года, была принята в Московскую государственную консерваторию им. П. Чайковского в класс народной артистки СССР Е. В. Образцовой.
В 1981 году М. Шутова стала лауреатом Всесоюзного конкурса вокалистов имени М. И. Глинки. Затем продолжила обучение в консерватории в ассисентуре-стажировке (1982—1985) у Е. В. Образцовой. После окончания обучения была принята по конкурсу в стажерскую группу Государственного академического Большого театра (1983). Спустя три года была переведена в основную труппу в качестве солистки (1987)
В 1987 году получила звание лауреата Международного конкурса вокалистов им. М. Каллас в Афинах (программа была подготовлена с Народным артистом СССР П. Г. Лисицианом). В течение двух лет (1993—1994) проходила стажировку и брала мастер-классы у американской певицы Джудит Бэкмен.
На сцене Государственного академического Большого театра М. Шутовой исполнено более 30 ведущих партий меццо-сопранового и контральтового репертуара. Многократно принимая участие в гастролях Большого театра, М. Шутова выступала в La Scala, Metropolitan Opera, на сценах ведущих театров Лондона, Эдинбурга, Парижа, Берлина, Варшавы, Будапешта, городов Финляндии, Японии.
С 1992 года самостоятельно гастролирует, выступая на ведущих сценических площадках мира (см. список партий). Участвовала в концертном исполнении оперы «Кармен» в «Колизее» в заглавной партии Тунис (2008 г.), давала сольные концерты в Германии (Бонн, Франкфурт 2010 г.), принимала участие в оперным фестивале «Охридское лето» (Македония 2010 г.), II Международном оперном фестивале в г. Ташкенте (2011 г.) , «Славянском базаре» в г. Витебске (2012 г.), принимала участие в гала — концертах с оркестром «XXI век» в Северной Корее (2009—2010 г.г.), гастролирует в странах Северной и Южной Америки, Греции, Израиле, Монако, Сербии, Хорватии, Дании, Швеции, Норвегии, Корее.
С 2002 г. является постоянной участницей мероприятий, проводимых Департаментом по культуре Правительства г. Москвы, Департаментом внешнеэкономических и международных связей г. Москвы в России и странах мира: в Болгарии, Франции, Латвии, Азербайджане, Таджикистане, Польше, Черногории, Хорватии, в г.г. Москве (Дни города, Ночи в музеях, праздничные концерты), Санкт — Петербурге, Петрозаводске, Архангельске, Новосибирске, Томске, Твери, Ярославле, Костроме и др.
Ведет активную концертную деятельность по России и странам СНГ.
Является Вице-президентом некоммерческого Фонда святых равноапостольных Константина и Елены (с 2006 г.) и принимает активное участие в благотворительных мероприятиях, проводимых Фондом, которые почти всегда открываются исполнением М. Шутовой патриотической песни «Величальная», написанной в 2006 г. к инаугурации В. В. Путина.
М. Шутова является доцентом факультета искусств МГУ им. М. Ломоносова. Постоянно принимает участие в качестве члена жюри на различных конкурсах: «Романсиада», «Романса голос осенний», им. И.Северянина, им. Великого князя Романова.

## Творчество

### Награды и премии
- 1981 - лауреат Всесоюзного конкурса вокалистов им. М.И. Глинки
- 1987 - лауреат Международного конкурса вокалистов им. М. Каллас (Афины)
- 1998 - Заслуженная артистка Российской Федерации
- 2006 - почетный орден г. Подольска "Добро и милосердие"
- 2013 - почетный диплом и премия "Золотая птица" Всероссийского конкурса "Деловые женщины России"

### Оперные партии в Большом театре
| - Марфа («Хованщина» М. П. Мусоргского) - Любаша («Царская невеста» Н. А. Римского-Корсакова) - Ваня («Иван Сусанин» М. И. Глинки) - Амнерис («Аида» Дж. Верди) - Азучена («Трубадур» Дж. Верди) - Кармен («Кармен» Ж. Бизе) - Далила («Самсон и Далила» К. Сен-Санса) - Шарлотта («Вертер» Массне) - Марина Мнишек («Борис Годунов» М. П. Мусоргского, в редакции Н. А. Римского-Корсакова) - Полина, Миловзор («Пиковая дама» П. И. Чайковского) - Женька Комелькова («А зори здесь тихие» К. В. Молчанова) - Кончаковна («Князь Игорь» А. П. Бородина) - Ульрика («Бал-маскарад» Дж. Верди) - Принцесса де Буйон («Адриенна Лекуврёр» Ф. Чилеа) - Весна («Снегурочка» Н. А. Римского-Корсакова) - Ольга («Евгений Онегин» П. И. Чайковского) - Лаура («Каменный гость» А. С. Даргомыжского) - Княгиня («Русалка» А.С. Даргомыжского) - Клариче («Любовь к трем апельсинам» С. С. Прокофьева) - Солоха («Ночь перед Рождеством» Н.А. Римского-Корсакова) - Клара («Обручение в монастыре» С.С. Прокофьева) - Фрося («Семен Котко» С.С. Прокофьева) |

### Гастроли
| - Кармен («Кармен» Ж. Бизе) — в Чехии, Германии, Голландии, Франция, Испания, Португалия, Тунисе и т.д. - Амнерис («Аида» Дж. Верди) — в Германии (Дюссельдорфе, Гамбурге, Мюнхене, Ганновере, Кёльне и др.), Франции, Бельгии (Брюсселе, Льеже, Амстердаме и др.), Португалии, Испании - Марина Мнишек («Борис Годунов» М. П. Мусоргского, в редакции Н. А. Римского-Корсакова) — в Праге, Льеже, Лондоне - Азучена («Трубадур» Дж. Верди) — в Ганновере, Дюссельдорфе, Гамбурге, Гельзенкирхене, Льеже, Будапеште, Праге - Маддалена («Риголетто» Дж. Верди) — в Льеже, Оранже, Афинах - Далила («Самсон и Далила» К. Сен-Санса) — в Тулоне, Лиможе - Принцесса де Буйон («Адриенна Лекуврёр» Ф. Чилеа) — Франция - Ульрика («Бал-маскарад» Дж. Верди) — в Лиможе - Соня («Война и мир» С. С. Прокофьева) — в Konzerthaus в Вене - Ольга («Евгений Онегин» П. И. Чайковского) — в Metropolitan Opera, Washington Stats Opera, Budapest Stats Opera, в Японии - Клара («Дуэнья» С. С. Прокофьева) — в La Scala - Клариче («Любовь к трем апельсинам» С. С. Прокофьева) — в Варшаве, Лондоне - Солоха («Ночь перед Рождеством» Н.А. Римского-Корсакова) — в Шотландии - Клариче («Любовь к трем апельсинам» С. С. Прокофьева) (режиссёр-постановщик - Питер Устинов), ГАБТ - Ваня («Иван Сусанин» М. И. Глинки) (дирижёр - Марк Эрмлер), ГАБТ - Романсы Н.А. Римского-Корсакова (звукозаписывающая фирма Chant du Mondes) - Ave Maria (арии разных композиторов в сопровождении органа) - Кафедральный собор Непорочного зачатия Пресвятой Девы Марии - К тебе в грезах лечу (старинные русские романсы) - Клара («Дуэнья» С. С. Прокофьева), дирижёр - А. Лазарев - Звезды и в сердце моем (старинные русские романсы) при спонсорском участии компании Mercedes-Benz |